# 美食獣判定器 グルメスティックセンサー
『美食獣判定器 グルメスティックセンサー』（グルメモンスターはんていき グルメスティックセンサー）は、島袋光年の漫画『トリコ』に登場するアイテム及び、電子ゲーム。バンダイより2011年10月29日に発売。

## 概要・システム
本物の食品をスキャンし、登場した猛獣を倒し食材を得る。集めた食材を調理し、料理を作ってフルコースメニューを完成させていく。料理の合計点が高いほどレベルアップしたり、新たな称号がもらえて登場するモンスターが変わっていく。

## ゲームの流れ
バトル
食品をスキャンすると、猛獣が現れバトルになる。猛獣の姿が映っている時に○ボタンを押すと攻撃ができる。ボタンを押し続けると貯め攻撃が撃てるが、画面が黒くなると攻撃は失敗する。画面が黒くなるとこちらの攻撃が不可能になり、画面右の★が点灯していき、★が3つになり消えた直後に猛獣が攻撃してくる。この時、左右のボタンを押すとガードができ、更に★が消えた瞬間にガードするとダメージを受けず、更に攻撃を加えると猛獣が気絶する。
時間経過で必殺技が使えるようになり、技を使わずにバトルを続けるとフォーク→ナイフ→釘パンチの順に技がパワーアップしていく。釘パンチは□ボタンを連打すると猛獣のHPをどんどん減らすことができる。
猛獣のHPを0にすると食材を入手でき、その食材で新たな料理が作れる場合、節乃が現れ料理のレシピを教えてくれる。

## メニュー
グルメスキャン
食品を本体の先端の電極に当ててスキャンし、現れた猛獣と戦う。稀に猛獣が現れず、食材が手に入ることがある。登場する猛獣はスキャンした食品の部位や時間、現在の称号によって変わる。少量の液体や調味料、人の肌もスキャンできるが、生の肉や魚、40度以上または-10度以下の食品、柑橘類や賞味期限切れの食品はスキャンできない。
調理
集めた食材を最大3つまで使って料理を作る。作られた料理には得点がつけられ、得点が高いとフルコースメニューに登録される。同じ料理でも使った食材のランクによって得点が変動する。
トレーニング
8種類のモンスターのうち1体と戦う。誰と戦うかは強さの数値(1～8)によって決まる。勝利するとマンサムから食材が一つもらえる。
食材リスト
今まで集めた食材とランクを確認できる。
料理図鑑
今まで作った料理とレシピを確認できる。
モンスター図鑑
今まで倒したモンスターの情報(名前、捕獲レベル、HP)を確認できる。
フルコースメニュー
フルコースに登録された料理と完成度、合計点を確認できる。
オプション
様々な情報を見たり設定の変更ができる。

## アニメにおけるグルメスティックセンサー
第25話から登場。Barヘビーロッジの店主、モリ爺がトリコに譲る。猛獣や食材に電極部分を当てると猛獣、食材の名前や栄養分、全長、重量や捕獲レベルが分かる。